# Piegan del Sud
I Pikuni Meridionali, chiamati negli U.S.A. Piegan o Aamsskáápipikani sono una delle Prime nazioni, parte della Confederazione Niitsítapi.  Conosciuti come Piikáni o Aamsskáápipikani (i Piedi Neri del Montana o Piikáni/Piegan del sud), sono molto simili agli altri membri della Confederazione Nitsitapi; Aapátohsipikáni (Piikáni, Pekuni/Peigan del Nord), Káínaa o "Sangue" e i Siksiká o "Mocassini Neri".
Al tempo in cui fu firmato il trattato del Judith River (1855), seguito da un ulteriore trattato per la cessione delle terre a sud del teton River (1865) gli Aamsskáápipikani abitavano il Montana centro-settentrionale a est delle Montagne Rocciose, estendo i propri territori di caccia (liberamente condivisi dai Kainah e dai Siksika e con contesi coi Lakota) fino all'Upper Missouri, allo Yellowstone e al Teton River, mentre i loro consanguinei Aapátohsipikáni erano stanziati preferibilmente presso il fiume Oldman, ad ovest di Lethbridge, Alberta, Canada, ad ovest della tribù Kainah. L'attuale riserva si estende nel Montana su 6.142 km² a sud del confine col Canada e a est del Glacier National Park.